# Siegfried Mollier

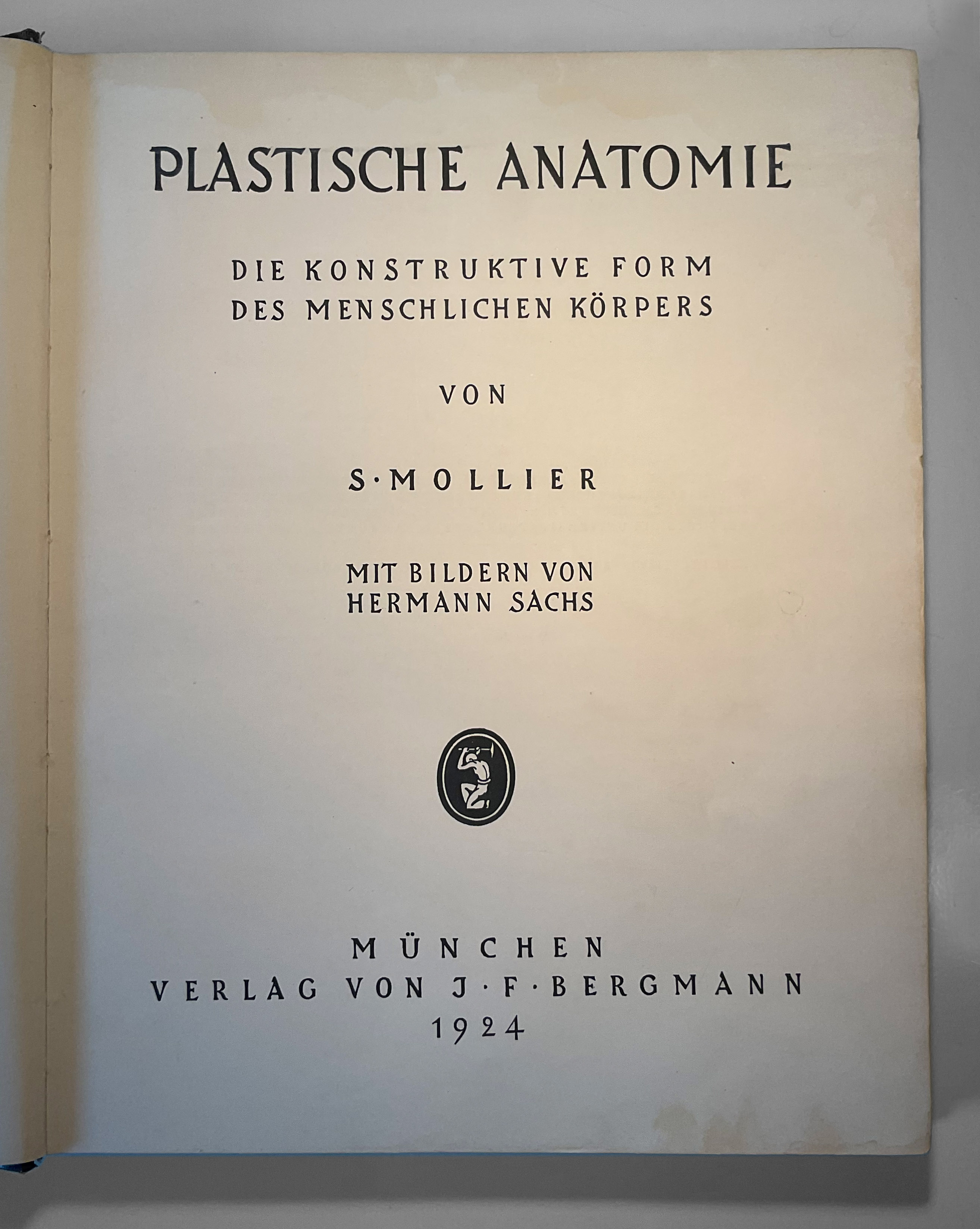
Innenumschlag der Erstausgabe von Molliers Plastische Anatomie (1924)

Siegfried Mollier (* 19. Juli 1866 in Triest; † 18. August 1954 in Schalchen, Landkreis Traunstein) war ein deutscher Mediziner und Anatom. Er lehrte als Professor für Anatomie an der Universität München und war Lehrer an der Akademie der bildenden Künste. Sein Hauptwerk war das 1924 erschienene Lehrbuch „Plastische Anatomie“.

## Biografie

### Familiär
Siegfried Mollier wurde am 19. Juli 1866 in Triest als zweiter Sohn des technischen Direktors der K.K. Marinewerft, Eduard Mollier geboren. Sein Vater stammte aus Montabaur, seine Mutter war eine Tochter des Münchner Baudirektors Karl E. von Dyck. Mollier lebte mit seiner Ehefrau Hedwig Riemerscheid und seinen zwei Söhnen Georg und Hans Mollier in München.

### Beruflich
Nach Schulbesuch und Abitur in München begann Mollier im Wintersemester 1884/85 hier das Medizinstudium, das er 1889 durch die ärztliche Prüfung abschloss. Im selben Jahr promovierte er als 2. Assistent des Münchener Anatomischen Institutes bei Nicolaus Rüdinger (1832–96), dem Begründer der Münchener makroskopischen Schule. Seine anatomischen Lehrer waren Karl Wilhelm von Kupffer in Gewebelehre und Entwicklungsgeschichte, sowie Rüdinger. 1890 wurde Mollier zum 1. Assistenten und Prosektor bei Rüdinger ernannt. 1893 habilitierte er mit „Über das Ichthyopterygium“ (die paarige Flossen-Extremität der Knorpel- und Knochenfische) für das Fach Anatomie. 1897 wurde er Prosektor bei dem Anatomen Johannes Rückert, nachdem er im Wintersemester 1896 bereits die Vertretung des verstorbenen Rüdinger übernommen hatte. Für Studenten der Schönen Künste hielt er 1897–1938 das Kolleg „Anatomie für Künstler“. 1901 erfolgte seine Ernennung zum planmäßigen außerordentlichen Professor. 1902 wurde Mollier auf den Lehrstuhl seines Lehrers Kupffer für Histologie und Embryologie berufen. Nach Rückerts Tod 1923 übernahm Siegfried Mollier die Gesamtleitung der Anatomischen Anstalt in der Pettenkoferstraße, an deren Neuaufbau er schon zwischen 1905 und 1907 mitgewirkt hatte.

## Hauptwerk „Plastische Anatomie“
In seiner Dissertation bestätigt Mollier die damals angezweifelten Ansichten von Rückert über die Entwicklung der Vornieren bei Amphibien. Seit dieser Veröffentlichung gilt es als erwiesene Tatsache, dass das Ektoderm am Aufbau der Vorniere nicht beteiligt ist. Mollier versuchte zeitlebens Nachweise und Demonstrationsmöglichkeiten für die Idee zu erbringen, dass konstruktive Formen in der Anatomie aus ihrer Funktion heraus verstehbar zu erklären sind. Die von seinem Lehrer übernommenen plastischen anatomischen Demonstrationen fasste Mollier zu seiner „Plastischen Anatomie“ zusammen, einem erstmals 1924 erschienenes Werk, das auch heute noch nicht nur für Kunststudenten, sondern auch für Mediziner bedeutsam ist. Neuartig waren damals seine genauen Funktionsanalysen über die Bewegungsabläufe des menschlichen Schultergürtels, der Vorgänge beim Öffnen des Mundes sowie der Aufbau der vorderen Bauchwand. Im Zusammenhang mit der Schultergürtel-Mechanik präsentierte Mollier 1898 erstmals sein „Muskelklavier“, bei dem er die 16 wirksamen Zugrichtungen der Muskeln am Schultergürtel mit Schnüren darstellte, die ihre Bewegungsausschläge auf Hebel übertrugen, so dass Veränderungen des Schultergürtels am Gelenkmodell anschaulich nachgebildet werden konnten. Hinsichtlich der Öffnungsbewegung des Mundes stellte Mollier fest, dass die Halswirbelsäule die Bewegungen des Schädels im Kiefergelenk erlaubt, so dass zervikale Synostosen und Ähnliches kaum zu Beeinträchtigungen führen. Seine ganzheitliche Betrachtungsweise der vorderen weichen Bauchwand führte zu der Erkenntnis, dass eine gegenseitige Verklammerung und Zusammenschaltung in Rektusscheide, Linea alba abdominis sowie Zwischensehnen gegeben ist.

## Veröffentlichungen (Auswahl)
- Die paarigen Extremitäten der Wirbeltiere, 1893/97[4]
- Statik und Mechanik des menschlichen Schultergürtels, 1899
- Entwicklung des Blutes bei Wirbeltieren, 1906.
- Plastische Anatomie (Die konstruktive Form des menschlichen Körpers); J.F. Bergmann-Verlag; München: 1924

## Auszeichnungen und Ehrungen
- Außerordentliches Mitglied  der Bayerischen Akademie der Wissenschaften (1908) / ordentliches Mitglied (1911).
- Mitglied der Leopoldina / Sektion Anatomie (1926)[5]
- Im Münchner Stadtteil Ramersdorf-Perlach ist eine Straße nach ihm benannt.[6]